# پفی‌مرغ دونواره
پفی‌مرغ دونواره (نام علمی: Hypnelus bicinctus)، گونه‌ای از پرندگان نزدیک گنجشک‌سان از خانواده پفی‌مرغان (Bucconidae) (شامل پفی‌مرغ‌ها، راهبک‌ها و مرغ‌های راهبه) است که در کلمبیا و ونزوئلا یافت می‌شود.